# ميثانية جرثومية
الميثانية الجرثومية (الاسم العلمي:Methanomicrobium) هي جنس من العتائق تتبع فصيلة الميثاناوية الجرثومية من رتبة الميثانيات الجرثومية.